# Ludwig Hartmann (Jurist)
Ludwig George Hartmann (* 25. August 1811 in Nordhausen; † 6. Januar 1882 in Hamm) war Präsident des Oberlandesgerichts Hamm.

## Leben
Ludwig Hartmann entstammt einer Juristenfamilie aus Duderstadt mit 17 Kindern. Sein Vater Ludwig Karl Hartmann war Justizrat in Duderstadt und Ehrenbürger von Duderstadt und Glogau. Er heiratete am 12. Mai 1839 Marie Wilhelmine Auguste Sack, Enkelin des Carl August Sack. Sie hatten 7 Kinder. Der zweite Sohn war Max Hartmann. Ein Bruder war der Reichsgerichtsrat Wilhelm Hartmann. Ludwig Hartmann, der ab dem 1. Juli 1868 Präsident des Appellationsgerichts in Hamm war, setzte sich bei der Reorganisation des preußischen Gerichtswesens nach 1871 nachdrücklich dafür ein, dass Hamm Sitz des Oberlandesgerichts für die Provinz Westfalen wurde. Als dessen erster Präsident fungierte er von 1879 bis 1882. Sein Amtsnachfolger war Adalbert Falk.

## Auszeichnungen
1881 verlieh ihm die Stadt Hamm die Ehrenbürgerschaft. Nach ihm wurde in Hamm auch der Dr.-Ludwig-Hartmann-Weg benannt.